# 长白新村街道228街坊
长白新村街道228街坊又稱杨浦区长白社区228街坊，簡稱228街坊、长白228街坊、长白社区228街坊，是位於中華人民共和國上海市楊浦區长白新村街道的一個地塊，北至延吉东路、南至长白路、西至敦化路、东至安图路，用地面积约2.2万平方米，总建筑面积将达4.3万平方米，曾經是1950年代第一批完成的两万户工人新村，也是上海现存唯一的成套两万户老公房。建成於1953年。
2002年，上海將228街坊中的12栋房屋劃入两万户旧区改造范围。當年有206戶人家搬遷。3年后，动迁工作中斷。2011年，228街坊出现了危房，因危房改造又有80户人家搬遷。2016年6月，长白228街坊旧改征收全部完成，剩餘的200多戶居民全部搬离。此后杨浦区當局對228街坊进行分区块保留和重建。在两万户原有的12栋房子中，2栋建筑保留外立面、建筑结构及客堂邻里模式；其余10栋老房进行复建，建設商业、创业办公和文化展示廳、咖啡馆、停车场等設施。改造項目工程於2019年12月開始動工，2023年4月26日建成开业。

## 房屋
长白新村街道228街坊的老公房是一种上下两层砖木结构的住房，這些住房参照当时苏联集体农庄的住房。长白两万户房屋上下两层各5间房，住10户人家，每5户合用一个厨房和卫生间。整个228街坊有16栋楼。